# Armando José Sequera
Armando Sequera (Caracas, 8 de marzo de 1953) es un escritor, periodista y productor audiovisual venezolano. Reside en [Valencia (Venezuela)|Valencia], estado Carabobo. Gran parte de sus obras han sido para niños y jóvenes. Ha obtenido 17 premios literarios, cuatro de ellos internacionales: Premio Casa de las Américas (1979), Diploma de Honor IBBY (1995), Bienal Latinoamericana Canta Pirulero (1996) y Premio Internacional de Microficción Narrativa “Garzón Céspedes” (2012). Es autor, entre otros títulos, de Evitarle malos pasos a la gente (1982),  (2001) y (2005). En 2006 fue nominado al Premio [Astrid Lindgren] por el manco del Libro.

## Obra
- Me pareció que saltaba por el espacio como una hoja muerta (Cuentos, CELARG, Caracas, 1977 - 2° edición corregida Editorial El Perro y La Rana, Caracas, 2013)
- Las ceremonias del poder (humorismo histórico acerca de las tomas de posesión de los presidentes democráticos, Ediciones de El Diario de Caracas , Caracas, 1980)
- Cuatro extremos de una soga (cuentos, Monte Ávila Editores, Caracas, 1980)
- Evitarle malos pasos a la gente (cuentos para niños y jóvenes, Casa de las Américas, La Habana, Cuba, 1982 - 2ª edición corregida: Editora Isabel De los Ríos, Caracas, 1993)
- El otro salchicha (cuentos, Fundarte, Caracas, 1984)
- Alegato contra el automóvil (ensayo, Academia de la Historia , Caracas, 1985)
- Escena de un spaguetti western (cuentos humorísticos, Ediciones Oox, Caracas, 1986)
- Cuando se me pase la muerte (cuentos, Alfadil, Caracas, 1987)
- Fábula del cambio de rey (relato para niños y jóvenes, Ediciones María Di Mase, Caracas,1991)
- Vidas inverosímiles (relatos biográficos históricos, Vadell Hermanos Editores, Caracas, 1994 - Grijalbo, Caracas, 2009)
- Hallazgos (aforismos, Ediciones San Pablo, Caracas, 1994)
- El jardín de las anécdotas (divulgación histórica para jóvenes, Ediciones San Pablo, Caracas, 1994)
- Maravillas y curiosidades de la naturaleza (divulgación científica para jóvenes, Ediciones San Pablo, Caracas, 1994)
- Espantarle las tristezas a la gente (cuentos para niños y jóvenes, Editora Isabel De los Ríos, Caracas, 1995)
- Varias navidades al año (cuentos para niños y jóvenes, Corpovén, Caracas, 1995)
- Cuentos de humor, ingenio y sabiduría (recopilación y reescritura de cuentos folklóricos y populares de todo el mundo para niños y jóvenes, Ediciones San Pablo, Caracas, 1995 - Editorial Emooby, Portugal, 2011)
- Agenda del petróleo en Venezuela (divulgación histórica para jóvenes, Alfadil, Caracas, 1997)
- Guía de la sabiduría (colección de aforismos, Alfadil, Caracas, 1997). En este caso actuó como recopilador.
- Pequeña sirenita nocturna (cuentos para niños y jóvenes, Editora Isabel De los Ríos, Caracas, 1997)
- Píldoras de dinosaurio (divulgación científica, Alfadil, Caracas, 1998)
- La vida al gratén (cuentos, Alcaldía de Girardot, Maracay, 1997 - Fondo Editorial Ambrosía, Caracas, 2002)
- Fábula de la mazorca (relato para niños y jóvenes, Ediciones Rondalera, Caracas, 1998 - Editorial Norma, Caracas, 2000)
- Caída del cielo (cuentos para niños y jóvenes, Editora Isabel de los Ríos, Caracas, 1999)
- Ayer compré un viejito (cuentos para niños y jóvenes, Editora Isabel de los Ríos, Caracas, 2000)
- Teresa (cuentos para niños y jóvenes, Editorial Alfaguara, Caracas, 2000 - Editorial Altea, Ciudad de México, 2001 - Editorial Gente Nueva, La Habana, 2009 - Edición 10° Aniversario, Editorial Alfaguara, Caracas, 2010 - Editorial Ele/Acuario, Quito, Ecuador, 2013 - Editorial Loqueleo, Caracas, 2016)
- La calle del espejo (cuento para niños y jóvenes, Editorial Alfaguara, Madrid, 2000 - Editorial Alfaguara, Ciudad de México, 2001 - Chiha Publishing, Seúl, Corea, 2008)
- Piel de arco iris (cuentos para niños, Ediciones San Pablo, Caracas, 2001)
- Mosaico (antología de cuentos 1977-2001, Editorial El Otro, El Mismo, Mérida, Venezuela, 2001)
- La comedia urbana (novela, Ediciones Comala.com, Caracas, 2002 – Monte Ávila Editores Latinoamericana, Caracas, 2006 - Ediciones COMOARTES, Madrid, 2013)
- Enamórate de las ciencias (divulgación científica, Cenamec, Caracas, 2004 – Editorial Gente Nueva, La Habana, 2008)
- Cultura y patrimonio (ensayo, Ministerio de Educación, Cultura y Deporte y Consejo Nacional de la Cultura , Caracas, 2004)
- El aprendiz de científico (divulgación dientífica, Cenamec, Caracas, 2004 - Editorial Emooby, Portugal, 2011)
- Detrás de una pelota (cuento para niños, Monte Ávila Editores Latinoamericana, Caracas, 2005 - Editorial Everest, León, España, 2013)
- Un elefante con corbata (cuento para niños, Yosileo Editores, Ciudad de México, 2005)
- Don Quijote es armado caballero (Aventuras de Don Quijote de la Mancha , v. I) (versión para niños de El ingenioso hidalgo Don Quijote de la Mancha, Editorial Alfaguara, Caracas, 2005)
- La princesa Micomicona (Aventuras de Don Quijote de la Mancha , v. II) (versión para niños de El ingenioso hidalgo Don Quijote de la Mancha, Editorial Alfaguara, Caracas, 2005)
- Mi mamá es más bonita que la tuya (cuentos para niños y jóvenes, Editorial Alfaguara, Caracas, 2005 - Editorial Loqueleo, Caracas, 2016)
- Juan de papel (cuento para niños, Editorial Alfaguara, Caracas, 2005 - 2a. edición a color, Editorial Alfaguara, Caracas, 2009 - Editorial Loqueleo, Caracas, 2016)
- Todo por Dulcinea (Aventuras de Don Quijote de la Mancha , v. III) (versión para niños de El ingenioso hidalgo Don Quijote de la Mancha , Editorial Alfaguara, Caracas, 2005)
- Libro de los valores y los antivalores (Anécdotas y relatos populares de diversas partes del mundo. San Pablo Ediciones, Caracas, 2005 - Ediciones Alba, Ciudad de México, 2008)
- Funeral para una mosca (Crónicas, Random House Mondadori, Caracas, 2005)
- Acto de amor de cara al público (cuentos, Fondo Editorial El Perro y La Rana, Caracas, 2006 - Editorial Electrónica Remolinos, Lima, Perú, 2008)
- Reflexiones nocturnas para crecer en el día (aforismos, Ediciones San Pablo, Caracas, 2006. Nota: contiene todos los aforismos del libro Hallazgos y más de un centenar nuevos)
- Vine, vi, reí (pequeñas crónicas humorísticas, Debate - Random House Mondadori, Caracas, 2006)
- Un mundo de colores (cuento para niños, Thule Ediciones, Barcelona, España, 2007 - Un mon de colors, edición simultánea en catalán)
- Ciencia para leer (divulgación científica, Fondo Editorial Ipasme, Caracas, 2007)
- El derecho a la ternura (novela, Editorial Espasa, Caracas, 2007 - Editorial Emooby, Portugal, 2011 - Gente Nueva, La Habana, 2013))
- El unicornio despierto (cuento para niños, Fondo Editorial del Caribe, Barcelona, Venezuela, 2007 - Editorial Gente Nueva, La Habana, Cuba, 2010). Posteriormente, se ha editado como El despertar del unicornio (Cuento para niños, Editorial Alfaguara, Caracas, 2008)
- Los hermanos de Teresa (cuentos para niños y jóvenes, Editorial Alfaguara, Caracas, 2008)
- Papá el escritor (cuentos para jóvenes, Editorial Alfaguara, Caracas, 2008)
- ¿Qué haces tú en mis sueños? (cuentos para niños y jóvenes, Editorial Norma, Caracas, 2008 - 2a. edición corregida, Editorial Norma, Caracas, 2009)
- Passarola (poemas, Editorial Electrónica Remolinos, Lima, Perú, 2008 - Editorial El Perro y la Rana, Caracas 2010 - Ediciones COMOARTES, Madrid, 2012)
- Morceaux choisis (Anthologie bilingüe) (selección de cuentos de Luis Britto García y Armando José Sequera, Monte Ávila Editores Latinoamericana, Caracas - París, 2008)
- Chocolate (cuento para niños, Fondo Editorial El Perro y La Rana, Caracas, 2008)
- El Libro de Teresa (cuentos para niños y jóvenes, Editorial Gente Nueva, La Habana, Cuba, 2008). Este libro reúne en un único volumen los tres libros de cuentos en torno al personaje Teresa.
- Por culpa de la poesía (novela, Editorial Alfaguara, Caracas, 2009)
- Una tía excesivamente cariñosa (cuentos, Editorial Alfaguara, Caracas, 2010)
- Curiosidades Históricas en torno al Libertador (divulgación histórica, Fondo Editorial Ipasme, Caracas, 2010)
- Ojos de fiera (cuento para adolescentes, Unicef, Ciudad de Panamá, 2007, como parte del libro colectivo "Las palabras pueden" - Fondo Editorial del Caribe, Barcelona, Venezuela, 2011)
- Ágata. El Arca de Noel (novela policíaca para niños y adolescentes, Editorial Planeta, Caracas 2013)
- "Tantas Caracas" (en coautoría con la ilustradora Coralia López. Poema en prosa, parte de la colección "Caracas Horizontal", Caracas, 2013)
- "Tarantela" (Cuento, Ediciones COMOARTES, Madrid, España, 2015)

"Una momia en el Titanic" (Relatos y crónicas de terror, Editorial Alfaguara, Caracas, 2015 - Editorial Loqueleo, Caracas, 2016)
- "Granizo" (Cuento, Ediciones COMOARTES, Madrid, España, 2015)
- "Nubes en El Cielo" (Cuento, Ediciones COMOARTES, Madrid, España, 2015)
- "Dios quiera que en la otra vida" (Monólogo teatral con monigote, Ediciones COMOARTES, Madrid, España, 2015)
- "Un simple ocho" (Minificciones, Caravasar Libros, Valencia, Venezuela, 2016)
- "Cruentos" (Cuentos y minificciones, Caravasar Libros, Valencia, Venezuela, 2016)
- "Opus" (Minificciones, Caravasar Libros, Valencia, Venezuela, 2016)
- "La belleza en tres cuentos" (Cuentos, Cerro Elberto Ediciones, Caracas, 2016. Contiene los cuentos "Tarantela", "La Calle del Espejo" y "Nubes en El Cielo", editadas individualmente)
- "Reductia" (Minificciones, Caravasar Libros, Valencia, Venezuela, 2016)
- "Ciencia a vuelo de pájaro" (Divulgación científica, Caravasar Libros, Valencia, Venezuela, 2016)

## Reconocimientos
- Botón FILUC, en la Feria Internacional del Libro de la Universidad de Carabobo, Valencia, Venezuela, 2015.
- 1º Premio Internacional La Belleza en Mil Palabras, CIINOE, Madrid, 2015.
- Premio Iberoamericano Extraordinario "Chamàn" 2013, Madrid, Ciudad de México, Montevideo, 2013.
- 1° Premio Internacional de Microficción Narrativa “Garzón Céspedes”, Madrid, 2012
- Diploma de Reconocimiento de la Escuela de Letras de la Universidad del Zulia. Maracaibo, 2011.
- Premio Especial "La Rosa Blanca", por el conjunto de su obra, La Habana, 2008.
- Nominado por el Banco del Libro al Premio Internacional Astrid Lingren, 2006, Estocolmo, Suecia.
- 1º Premio de la Bienal de Literatura “Mariano Picón Salas”, mención Crónica (Mérida, Venezuela, 2005).
- 1º Premio de la Bienal de Literatura “Mariano Picón Salas”, mención Narrativa “Salvador Garmendia” (Mérida, Venezuela, 2001).
- 1º Premio del Concurso de Cuentos para Niños Santiago Alberione de Ediciones San Pablo (Caracas, 2001).
- 1º Premio en la Bienal Latinoamericana “Canta Pirulero” del Ateneo de Valencia (Valencia, estado Carabobo, 1998).
- Premio “Jesús María Pellín” al programa radiofónico “Esos Pequeños Detalles”, del cual fui guionista y productor, como Programa Cultural del Año (Caracas, 1997).
- Premio Nacional de Literatura para Niños y Jóvenes “Rafael Rivero Oramas” (mención Libro Informativo) del Ministerio de Educación (Caracas, 1997).
- 1º Premio de la Bienal de Literatura (Mención Narrativa) “Augusto Padrón”, de la Alcaldía del Municipio Girardot del estado Aragua (Maracay, 1997).
- Diploma de Honor de IBBY (International Board on Books for Young People, Caracas, Venezuela - Basilea, Suiza, 1996).
- 1º Premio en la Bienal Nacional “Canta Pirulero” del Ateneo de Valencia (Valencia, estado Carabobo, 1996).
- Mención de Honor en el Concurso de Cuentos para Niños y Jóvenes “Cocorí” (San José de Costa Rica, 1991).
- 1º Premio del Concurso de Cuentos para Niños y Jóvenes de la Gobernación del Distrito Federal (Caracas, 1989).
- 1º Premio de la Bienal Literaria Estudiantil de la Universidad Central de Venezuela (Caracas, 1980).
- 1º Premio Casa de las Américas en Literatura para Niños y Jóvenes (La Habana, Cuba, 1979).
- 1º Premio del Concurso de Cuentos “Paraguachoa” de Fondene (Porlamar, estado Nueva Esparta, 1977).
- Bolsa de Trabajo en el 1º Taller de Guiones de Radio del Centro de Estudios Latinoamericanos “Rómulo Gallegos” (Caracas, 1976).
- 2º Premio del Concurso de Cuentos de la Facultad de Ingeniería de la Universidad de Carabobo (Valencia, estado Carabobo, 1976).
- Bolsa de Trabajo en el 1º Taller de Narrativa del Centro de Estudios Latinoamericanos “Rómulo Gallegos” (Caracas, 1975).

Además, ha recibido veinticuatro menciones de honor en diversos concursos nacionales como las bienales de narrativa José Rafael Pocaterra (Valencia, estado Carabobo) y José Antonio Ramos Sucre (Cumaná, estado Sucre) y el Concurso de Cuentos del diario El Nacional.
- Datos: Q5704536